# Station Urt
Station Urt is een spoorweghalte in de Franse gemeente Urt.